# Casa de David Sprague
La Casa de David Sprague es una casa histórica en la ciudad de Providence, la capital del estado de Rhode Island (Estados Unidos). La casa fue construida en 1839 y se agregó al Registro Nacional de Lugares Históricos en 1978.

## Historia
La casa estaba ubicada originalmente en 263 Public Street, que entonces era un "interior rural" con pocas residencias. Cuando se introdujo la línea de carros tirados por caballos en el vecindario de South Providence en 1865, la casa quedó rodeada de casas más grandes de estilo victoriano. A mediados de la década de 1930, el vecindario era "destacado por su antigüedad y arquitectura pintoresca". Sin embargo, cuarenta años después, el vecindario se deterioró, dejando a Sprague House como el hito mejor conservado del vecindario. Esto llevó a la Providence Preservation Society a nominar el edificio para su inclusión en el Registro Nacional de Lugares Históricos en 1978.
En la década de 1990, Sprague House, que ahora se estaba deteriorando, fue incluida en la "Lista de personas en mayor peligro" de Providence Preservation Society en 1998, 1999 y 2000.
Alrededor de 2000, fue restaurada y trasladada a una nueva ubicación en 7 Harvard Avenue, que se consideró "más adecuada".